# Europacup I hockey
De Europacup I (Engels: EuroHockey Club Champions Cup) was tot en met 2007 het belangrijkste Europese hockeytoernooi voor de mannen en tot en met 2019 voor vrouwen. Het toernooi werd vervangen door de Euro Hockey League voor mannen en -voor vrouwen. 

## Ontstaan
Het toernooi werd jaarlijks georganiseerd door de EHF, de Europese hockeybond samen met een gastheer en werd voor het eerst gehouden in 1974 met een toernooi voor de mannen (Utrecht) en een toernooi voor de vrouwen (Hamburg). Van 1969 tot en met 1973 werden er al vergelijkbare toernooien gespeeld, maar deze werden niet georganiseerd door de EHF.

## Deelname
In principe deden aan het toernooi alleen de landskampioenen mee van de landen die het voorgaande jaar bij de top 6 zijn geëindigd en de twee clubs die de finale haalden bij de B-divisie. De clubs van de twee landen die het voorgaande jaar op plaats 7 en 8 zijn geëindigd kwamen uit in de B-divisie. In de beginjaren was de titelhouder vrijwel altijd zeker van deelname aan de volgende editie. Zo kwam het voor dat de vrouwen van Amsterdam H&BC van 1975 tot en met 1985 onafgebroken konden deelnemen zonder daarvoor steeds landskampioen te hoeven worden. Eind jaren 80 werd van dit systeem afgestapt en moest de winnaar van het toernooi zich weer gewoon in eigen land proberen te plaatsen via het landskampioenschap.

## Euro Hockey League
Vanaf het seizoen 2007/2008 werd de Europacup I voor de heren samen met de Europa Cup II vervangen door de Euro Hockey League. Dit toernooi is gebaseerd op het Champions League model dat al bij andere sporten wordt toegepast. 
In het seizoen 2009/10 volgde ook bij de dames de samenvoeging van de Europacups I & II, maar blijft het toernooi Club Champions Cup (CCC) (Europacup I) heten. Bij deze opzet mogen sterkere landen als Nederland, Engeland en Duitsland twee clubs afvaardigen. Voor Nederland geldt dat de twee play off-finalisten van het voorgaande jaar mogen deelnemen.
In 2020 werd gestart met de Euro Hockey League voor vrouwen.

## Winnaars

### EuroHockey Club Champions Cup
| Jaar | Vrouwen      |
| ---- | ------------ |
| 2019 | Amsterdam    |
| 2018 | HC Den Bosch |
| 2017 | HC Den Bosch |
| 2016 | HC Den Bosch |
| 2015 | SCHC         |
| 2014 | Amsterdam    |
| 2013 | HC Den Bosch |
| 2012 | Laren        |
| 2011 | HC Den Bosch |
| 2010 | HC Den Bosch |

### Europacup I
| Jaar | Mannen               |                   | Vrouwen | Jaar |
|      |                      | HC Den Bosch      | 2009    |      |
|      |                      | HC Den Bosch      | 2008    |      |
| 2007 | Crefelder HTC        | HC Den Bosch      | 2007    |      |
| 2006 | Stuttgarter Kickers  | HC Den Bosch      | 2006    |      |
| 2005 | Amsterdam H&BC       | HC Den Bosch      | 2005    |      |
| 2004 | RC Polo de Barcelona | HC Den Bosch      | 2004    |      |
| 2003 | Reading HC           | HC Den Bosch      | 2003    |      |
| 2002 | Club an der Alster   | HC Den Bosch      | 2002    |      |
| 2001 | HC Bloemendaal       | HC Den Bosch      | 2001    |      |
| 2000 | Club an der Alster   | HC Den Bosch      | 2000    |      |
| 1999 | HC Den Bosch         | Rot-Weiss Köln    | 1999    |      |
| 1998 | Atlètic Terrassa     | Rüsselsheimer RK  | 1998    |      |
| 1997 | HGC                  | Berliner HC       | 1997    |      |
| 1996 | Uhlenhorst Mülheim   | HC Kampong        | 1996    |      |
| 1995 | Uhlenhorst Mülheim   | HC Kampong        | 1995    |      |
| 1994 | Uhlenhorst Mülheim   | HGC               | 1994    |      |
| 1993 | Uhlenhorst Mülheim   | Rüsselsheimer RK  | 1993    |      |
| 1992 | Uhlenhorst Mülheim   | Amsterdam H&BC    | 1992    |      |
| 1991 | Uhlenhorst Mülheim   | HGC               | 1991    |      |
| 1990 | Uhlenhorst Mülheim   | Amsterdam H&BC    | 1990    |      |
| 1989 | Uhlenhorst Mülheim   | Amsterdam H&BC    | 1989    |      |
| 1988 | Uhlenhorst Mülheim   | Amsterdam H&BC    | 1988    |      |
| 1987 | HC Bloemendaal       | HGC               | 1987    |      |
| 1986 | HC Kampong           | HGC               | 1986    |      |
| 1985 | Atlètic Terrassa     | HGC               | 1985    |      |
| 1984 | TG Frankenthal       | HGC               | 1984    |      |
| 1983 | Dinamo Alma Ata      | HGC               | 1983    |      |
| 1982 | Dinamo Alma Ata      | Amsterdam H&BC    | 1982    |      |
| 1981 | HC Klein Zwitserland | Amsterdam H&BC    | 1981    |      |
| 1980 | Slough HC            | Amsterdam H&BC    | 1980    |      |
| 1979 | HC Klein Zwitserland | Amsterdam H&BC    | 1979    |      |
| 1978 | Southgate HC         | Amsterdam H&BC    | 1978    |      |
| 1977 | Southgate HC         | Amsterdam H&BC    | 1977    |      |
| 1976 | Southgate HC         | Amsterdam H&BC    | 1976    |      |
| 1975 | SC 1880 Frankfurt    | Amsterdam H&BC    | 1975    |      |
| 1974 | SC 1880 Frankfurt    | Harvestehuder THC | 1974    |      |

| Jaar | Europacup I (geen officieel toernooi EHF) |
| ---- | ----------------------------------------- |
| 1973 | SC 1880 Frankfurt                         |
| 1972 | SC 1880 Frankfurt                         |
| 1971 | SC 1880 Frankfurt                         |
| 1970 | Club Egara                                |
| 1969 | Club Egara                                |